# 프란체스카 네리
프란체스카 네리(Francesca Neri, 1964년 2월 10일 ~ )는 이탈리아의 배우이다.

## 출연 작품
- 더 해빗 오브 뷰티 (2016)
- 영원한 어린시절 (2010)
- 조반나의 아버지 (2008)
- 굿모닝 하트에이크 (2008)
- 멜리사 P. (2005)
- 미치광이 마술사 (2004)
- 지노스트라 (2002)
- 콜래트럴 데미지 (2002)
- 한니발 (2001)
- 라이브 플래쉬 (1997)
- 치로야 엘리야 (1993)
- 안나 이야기 (1993)
- 순수의 비행 (1992)
- 캡틴 아메리카 (1990)
- 룰루 (1990)